# Tunau
Tunau è un comune tedesco di 181 abitanti, situato nel land del Baden-Württemberg.